# Oediceropsis
Oediceropsis är ett släkte av kräftdjur. Oediceropsis ingår i familjen Oedicerotidae.
Släktet innehåller bara arten Oediceropsis brevicornis.